# Bruno Weber
Bruno Nikolaus Maria Weber, född 21 maj 1915 i Trier, död 23 september 1956 i Homburg, var en tysk bakteriolog och SS-Hauptsturmführer. Under andra världskriget utförde Weber tyfus- och dysenteriexperiment på fångar i Auschwitz.